# Верхнє-Лальє
Ве́рхнє-Ла́льє (рос. Верхне-Лалье) — село у складі Лузького району Кіровської області, Росія. Входить до складу Лальського міського поселення.
Населення становить 180 осіб (2010, 284 у 2002).
Національний склад станом на 2002 рік — росіяни 97 %.

## Історія
1896 року у селі почалось будівництво церкви, 1908 року вона була освячена як Михайло-Архангельська.
Стара назва села — Верхньолальськ.